# Olybrius
Olybrius (Anicius Olybrius Augustus), död 23 oktober 472, var kejsare över det västromerska riket 11 juli 472–23 oktober 472. Olybrius var egentligen en "marionettkejsare" som satts på tronen av Ricimer efter att dennes systerson Gundobad huggit huvudet av den förre kejsaren Anthemius, han erkändes aldrig av det östromerska riket.
Källor om Olybrius regeringstid är mycket få och på håll motstridiga, troligen på grund av att hans regeringstid var kort och skedde under en tid då det västromerska riket genomgick kris efter kris. 
Han kan ursprungligen ha skickats till Italien av den östliga kejsaren Leo I för att agera mellanhand mellan Ricimer och kejsaren Anthemius, som Ricimer hade omringat i en belägring av staden Rom. Leo I hade dock varit misstänksam på att Olybrius skulle stödja vandalerna på ett senare uppdrag och därför givit tillåtelse till Anthemius att döda Olybrius. När Ricimer berättade detta för Olybrius övertygade han även Olybrius om att acceptera att bli kejsare efter att Anthemius dödats.
Ricimer dog bara fyrtio dagar efter att belägringen av Rom hade avslutats och efter att bara ha regerat i några månader dog även Olybrius. Olybrius ska ha dött av ödem.